# Clonistria sanctaeluciae
Clonistria sanctaeluciae är en insektsart som beskrevs av Ludwig Redtenbacher 1908. Clonistria sanctaeluciae ingår i släktet Clonistria och familjen Diapheromeridae. Inga underarter finns listade i Catalogue of Life.